# Малое Верево
Ма́лое Ве́рево (фин. Mosinamylly) — деревня в Гатчинском муниципальном округе Ленинградской области, бывший административный центр Веревского сельского поселения.

## История
На карте Санкт-Петербургской губернии 1792 года А. М. Вильбрехта она обозначена как деревня Верева.
На «Топографической карте окрестностей Санкт-Петербурга» Военно-топографического депо Главного штаба 1817 года — как деревня Верева на реке Верева из 2 дворов и при ней мельница.
Как деревня Верева из 5 дворов и при ней кирпичный завод упоминается на «Топографической карте окрестностей Санкт-Петербурга» Ф. Ф. Шуберта 1831 года.

ВЕРЕВЕ — деревня принадлежит Самойловой, графине, в ней мельница мукомольная деревянная, число жителей по ревизии: 54 м. п., 47 ж. п. (1838 год)

Согласно карте Ф. Ф. Шуберта 1844 года была только одна деревня Верева.
На этнографической карте Санкт-Петербургской губернии П. И. Кёппена 1849 года она обозначена как деревня «Werewä», расположенная в ареале расселения савакотов. Но в пояснительном тексте к этнографической карте она записана как две деревни:
- Werewä (Веревь), количество жителей на 1848 год: савакотов — 33 м. п., 36 ж. п., всего 69 человек
- Mosinamylly (Мельница), количество жителей на 1848 год: савакотов — 25 м. п., 19 ж. п., всего 44 человека[3].

ВЕРЕВО — деревня Царскославянского удельного имения, по просёлочной дороге, число дворов — 18, число душ — 64 м. п. (1856 год)

Согласно «Топографической карте частей Санкт-Петербургской и Выборгской губерний» в 1860 году деревня разделилась и её меньшая часть стала называться Малая Верева, она состояла из 3 крестьянских дворов.
Но в «Списках населённых мест Российской Империи» 1838—1862 годов Большое и Малое Верево учитывались совместно.

ВЕРЕВО (БОЛЬШАЯ И МАЛАЯ ВЕРЕВА, МЕЛЬНИЦА) — деревня удельная при реке Вереве, число дворов — 23, число жителей: 82 м. п., 70 ж. п. (1862 год)

В 1879 году деревня называлась Малая Верева (Мюллюкюля) и насчитывала 6 крестьянских дворов.

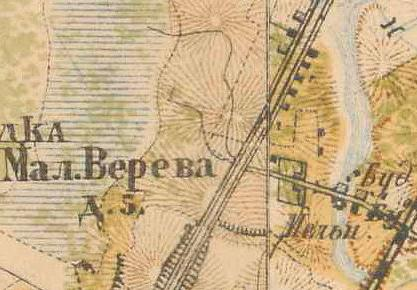
План деревни Малое Верево. 1885 год

В 1885 году деревня Малая Верева насчитывала 5 дворов.
В конце XIX века деревня административно относилась к Мозинской волости 1-го стана Царскосельского уезда Санкт-Петербургской губернии, в начале XX века — 4-го стана. Население деревни было исключительно финским.
К 1913 году количество дворов увеличилось до 27.
Согласно данным переписи населения СССР 1926 года в деревне Малое Верево Романовского сельсовета Троцкой волости Троцкого уезда проживали 128 человек, финны и русские.

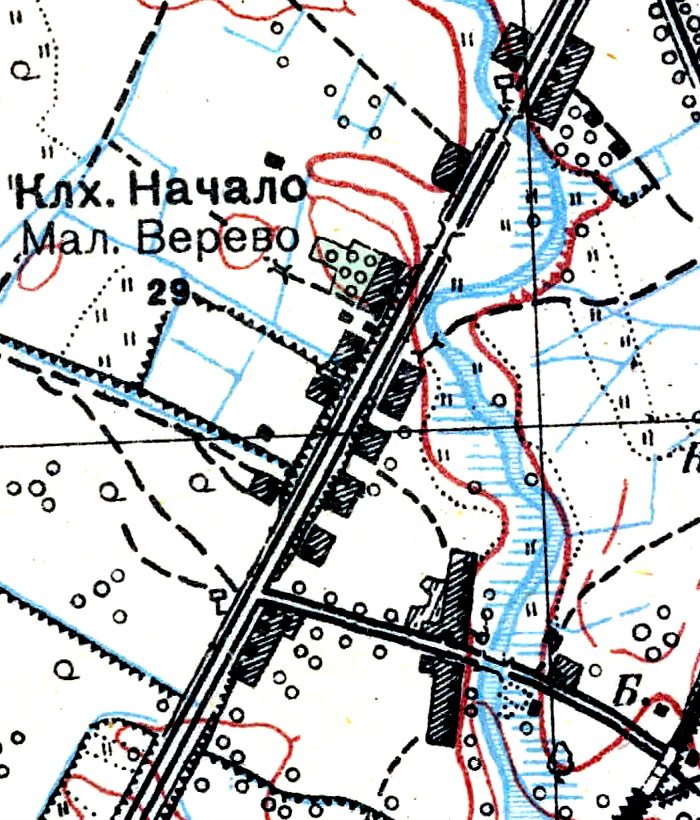
План деревни Малое Верево. 1931 год

Согласно топографической карте 1931 года деревня насчитывала 29 дворов. В деревне был организован колхоз «Начало».
По данным 1933 года деревня называлась Малое Верево и входила в состав Романовского финского национального сельсовета Красногвардейского района.
По данным 1966 и 1973 годов деревня Малое Верево входила в состав Большетаицкого сельсовета.
По данным 1990 года в деревне Малое Верево проживали 4265 человек. Деревня являлась административным центром Веревского сельсовета в который входили 19 населённых пунктов: деревни Большое Верево, Бугры, Вайя, Вайялово, Горки, Дони, Зайцево, Ивановка, Ижора, Кирлово, Коммолово, Малое Верево, Пегелево, Романовка; посёлки Володарский Водопровод, Торфопредприятие; посёлки при станции Верево, Новое Мозино, Старое Мозино, общей численностью населения 5645 человек.
По состоянию на 1 января 2006 года в деревне насчитывалось 1460 домохозяйств и 50 дач, общая численность населения составляла 3959 человек.
В 1997 году в деревне проживали 4149 человек, в 2002 году — 4109 человек (русские — 93 %), в 2007 году — 3904 человека.

## География
Деревня расположена в северной части района на автодороге Р23 «Псков» (E 95, Санкт-Петербург — граница с Белоруссией) в месте примыкания к ней автодороги 41К-218 (Малое Верево — Пудость).
Расстояние до административного центра района, города Гатчины — 5 км
Расстояние до ближайшей железнодорожной станции Верево — 5,5 км.

## Демография
| 2002 | 2006  | 2007  | 2010  | 2017  | 2021  |
| ---- | ----- | ----- | ----- | ----- | ----- |
| 4109 | ↘3959 | ↘3904 | ↗4246 | ↘4231 | ↗5209 |

### Национальный состав
Согласно данным Всероссийской переписи населения 2021 года в деревне проживали 5205 человек, из них:
 русские — 4336 (казаки — 1), узбеки — 151, украинцы — 41, татары — 21, армяне — 17, таджики — 14, грузины — 13, финны — 11, азербайджанцы — 8, белорусы — 8, башкиры — 6, казахи — 4, немцы — 4, цыгане — 4, чуваши — 3, киргизы — 2, буряты — 1, итальянцы — 1, калмыки — 1, корейцы — 1, кубинцы — 1, латыши — 1, литовцы — 1, молдаване — 1, мордва — 1, осетины — 1, якуты — 1, другие национальности — 58 человек, остальные национальность не указали.

## Предприятия и организации
- Предприятие по производству специальной картонной упаковки ЗАО «Элтете Санкт-Петербург»
- ООО «Фабрика картонно-бумажных изделий»
- Предприятие по производству и розливу упакованных питьевых вод и б/а напитков АО «Потоки»
- Предприятие по металлообработке и изготовлению деталей ООО «Политек-Деталь»
- ООО «Сибома-Транзит»
- Продовольственные магазины
- Магазин «Фасоль»
- Универсам «Пятёрочка»
- Универсам «Магнит»
- ФОК
- Музыкальная школа
- Дом культуры
- Амбулатория
- Аптека
- Библиотека

## Образование
- Веревская СОШ[31]
- Детский сад № 16[32]

## Транспорт
В 1,5 км к северо-западу от деревни находится остановочный пункт Старое Мозино железной дороги Санкт-Петербург — Луга. Осуществляется пассажирское сообщение пригородными электропоездами.
Через деревню проходит автодорога М20 (E 95) Санкт-Петербург — Псков.
Осуществляется автобусное сообщение пригородными маршрутами:
- № 107 Гатчина — Малое Верево
- № 431 Гатчина — Санкт-Петербург
- № 527 Гатчина — Кобралово
- № К-18, К-18А, К-100 Гатчина — Санкт-Петербург

## Улицы
9 мая, Весёлый переулок, Вознесенская, Гатчинская, Дачная, Дачный переулок, Заречная, Знатная, Ижорская, Киевское шоссе, Кириллова, переулок Кириллова, Крайняя, Кутышева, Мелиораторов, Молодёжная, Набережная, Набережный переулок, Новосёлов, Огородная, Первостроителей, Речной переулок, Родниковая, Садовый переулок, Сиреневая, Сиреневый переулок, Совхозная, Средняя, Строительная, Школьная.